# Neanura moldavica
Espèce
Neanura moldavica est une espèce de collemboles de la famille des Neanuridae.

## Distribution
Cette espèce est endémique de Moldavie.

## Étymologie
Son nom d'espèce lui a été donné en référence au lieu de sa découverte, la Moldavie.

## Publication originale
- Buşmachiu & Deharveng, 2008 : Neanurinae and Morulininae of Moldova (Collembola: Neanuridae), with description of Neanura moldavica sp. nov. Zootaxa, no 1714, p. 61-66.